# Метафизическая интоксикация
Метафизи́ческая интоксика́ция, филосо́фская интоксика́ция — психопатологический синдром спектра расстройств мышления, характеризующийся размышлениями на отвлечённые темы, отличительными признаками которых является примитивность, отрыв от реальности и отсутствие критики. Понятие метафизической интоксикации появилось в советской психиатрии в 1970-е годы. В настоящее время термин широко критикуется западными исследователями.
Психоаналитическим понятием, близким к «метафизической интоксикации», является интеллектуализация.

## История
Философскую интоксикацию в середине XVIII века за 50 лет до выделения психиатрии в отдельную науку в рамках философии впервые описал Дэвид Юм.[уточнить]
В качестве синдрома "философская интоксикация" впервые была описана Теодором Цигеном в 1924 году, активно читавшим в свою бытность студентом труды Дэвида Юма.

## Этиология
Согласно этиологии определяются три концепции возникновения метафизической интоксикации:
1. Проявление расстройств шизофренического спектра. Среди наиболее известных приверженцев этой теории — В. П. Осипов (1931), Р. А. Наджаров (1964), Д. А. Пожарицкая (1993).
2. Проявления пуберантных кризисных состояний. Среди наиболее известных приверженцев этой теории — Г. Модсли (1871), Э. Р. Йенш (1923), М. Трамер[нем.] (1964), Й. Пурич-Пейакович, Д. Й. Дуньич (2000). Учёные, считавшие эти проявления признаками расстройства личности: П. Б. Ганнушкин (1907-1933), Э. Кречмер (1930), Дж. Т. Вебб (2003).
3. Проявления аффективной патологии. Среди наиболее известных приверженцев этой теории — М. Паппенгейм, К. Грош (1914), Г. Э. Шторинг (1933),  В. Франкл (1964), R. A. Kramer 2001).

## Клиническая картина

### Расстройства мышления
Ключевым симптомом данного синдрома считается резонёрство. Метафизическая интоксикация причисляется к сверхценной идее, что соответствует классическому определению по К. Вернике лишь частично. В этом определении идея обладает реальным жизненным опытом, который переоценивается и сверхоценивается. Метафизическая интоксикация же близка к паранойяльному бреду, отличаясь от него отсутствием борьбы за воплощение идей.

### Негативные симптомы
Постепенно происходит падение энергетического потенциала, снижается логичность процессов в выборочной реализации заявленных идей. В обострении проявляется симптом бредоподобного фантазирования. Усиливается аутизм, отрешённость. 

### Расстройства эмоциональной сферы и восприятия
При метафизической интоксикации возможны фобии. Деперсонализация проявляется чувством «утраты единства Я», «неописуемой изменённости души».

## Диагностика

### Дифференциальный диагноз
Дифференцирование метафизической интоксикации происходит путем выявления и  отделения патологически стабильно повторяющихся состояний от разумно-осознанной эмоциональной проявленности индивида. 

А.Е. Личко приводит пример Андрея А., 16 лет, у которого присутствовала шизоидная акцентуация с психастеническими чертами, то есть вариант нормы (см. Классификация акцентуаций):
Последние полгода стал увлекаться проблемами совершенствования социалистического общества. Много читал, делал выписки, обсуждал прочитанное с другом. Разработал свою систему борьбы с пьянством и алкоголизмом, довольно тщательно и детально продуманную, состоящую из контролируемого учета продажи спиртных напитков по специальным карточкам и системы мер поощрений для тех, кто этими карточками не стал бы пользоваться, создания специальных трудовых лагерей для пьяниц. Предлагаемые меры толково и четко излагал и посылал в виде предложений в различные органы, газеты и журналы. Среди товарищей по школе создал инициативную группу «борцов за трезвость»: выслеживали пьяных в общественных местах и по телефонам-автоматам информировали о них милицию — несколько пьяниц таким образом было задержано и оштрафовано. На консультацию к психиатру приведен по инициативе матери. Сперва был крайне сдержан, но потом охотно изложил свои взгляды и предложения. Обнаружил хорошие знания истории борьбы с пьянством и алкоголизмом («сухие законы» в разных странах и в разные времена, почему они оказались неэффективными). Однако суждения отличались однобокостью, все критические замечания воспринимал крайне неохотно и пытался их опровергать. В школе продолжал успешно учиться.А. Е. Личко
Из примера видно, что ни одному из критериев, свойственных для метафизической интоксикации при шизофрении, данная транзиторная метафизическая интоксикация не соответствует, и пациент психически здоров.
Полным отсутствием активности философская интоксикация отличается от увлечений интеллектуально-эстетического типа, в том числе патологических, при которых деятельность может быть, как и при первых, однако она однобока и непродуктивна. Поэтому Андрей Евгеньевич Личко не соглашается с Л. Б. Дубницким, включившим в данный синдром патологические идеи изобретательства.
Следует отличать метафизическую интоксикацию как проявление шизофрении от чисто депрессивных расстройств — так называемых «рационалистических», «экзистенциальных», «метафизических» депрессий, для которых характерны пессимистические абстрактные размышления о бессмысленности своего существования и бессмысленности человеческой цивилизации, неизбежности смерти, бессмысленности работы и учёбы; при такого рода депрессиях может встречаться и сверхценное увлечение мистицизмом, нигилистической философией, экзистенциализмом, уход из реальности в религию:9—10.

## Болезни, для которых характерен синдром

### Шизофрения
Отличительные черты метафизической интоксикации при шизофрении по А. Е. Личко:
1. Содержание идей нелепое, противоречащее логике. Например:
Мир на Земле можно установить только путём распространения вегетарианской диеты, так как мясная пища пробуждает в человеке хищника, делает его агрессивным.Больной шизофренией, 17 лет
 Опровергающие это доводы, например, что А. Гитлер был вегетарианцем, то есть одного только вегетарианства недостаточно, чтобы установить мир на Земле, он игнорировал. Данный пример представляет собой случай логической ошибки, называемой non sequitur (хищники агрессивны и едят мясо — поедание мяса делает людей агрессивными, как хищники). Следует отметить, что само вегетарианство Гитлера является спорным вопросом.
2. Изложение идей нечёткое, расплывчатое, или повторение одних и тех же штампов. Например, больной 15 лет утверждал, что хочет построить «всеобщий анархизм» на основе трудов Ф. Ницше и Г. Спенсера, однако когда позже с появлением опасной симптоматики (попытка отравиться) его поместили в психиатрическую больницу, на вопрос врача о своей концепции он отвечал лишь: «Я — за сверхчеловека».
3. Активность в распространении идей крайне невысокая — единомышленников либо вообще не ищут, либо после неудачных попыток бросают поиски. Например, тот же больной из примера № 2 не только не искал единомышленников, но и распространял свои идеи среди явных оппонентов — матери-коммунистки, учителя обществоведения и в комсомоле.
4. Встречаются другие психопатологические симптомы.
5. Страдает социальная адаптация — больные пропускают учёбу, падает работоспособность, растёт отчуждение к близким.
По аналогичной схеме метафизическая интоксикация протекает у лиц с шизотипическим и шизофреноформным расстройством.

## Прогноз
При шизофрении появление этого симптома относительно благоприятно. То же можно сказать и при шизотипическом расстройстве. Только в 20 % случаев на его основе развивается прогредиентная шизофрения. В 40 % случаев возникает почти полная ремиссия. По данным Л. Б. Дубницкого, возможно её однократное в жизни возникновение при шизофреноформном расстройстве.

## Критика
Известный российский врач-психиатр и нарколог А. Г. Данилин утверждал, что термин «метафизическая интоксикация» возник в советской психиатрии по причине широкого распространения феномена эзотерических поисков среди населения. Он позволял психиатрам описывать любой искренний интерес к религии и к духовному опыту как проявление шизофрении. Любые метафизические знания советские психиатры объявляли нелепостью, «отравлявшей» человеческую психику, и каждый, кто был искренне увлечён проблемами души, мог быть признан государственной медициной сумасшедшим.
В западном мире психиатрические аналоги метафизической интоксикации отсутствуют, при этом некоторыми авторами данный концепт рассматривается как инструмент, использовавшийся советским режимом в политических целях.